# Evil West
Evil West è un videogioco sparatutto in terza persona sviluppato da Flying Wild Hog e pubblicato da Focus Entertainment. Il gioco è stato distribuito il 22 novembre 2022 per Windows, PlayStation 4, PlayStation 5, Xbox One e Xbox Series X/S.

## Trama

### Ambientazione
Jesse Rentier, uno degli ultimi agenti di un'organizzazione clandestina di caccia ai vampiri, deve proteggere la frontiera americana dalle mostruosità soprannaturali.

### Storia
Jesse Rentier è un agente del Rentier Institute, un'organizzazione segreta dedicata a combattere creature soprannaturali come i Sanguisuge, vampiri che depredano l'umanità. Lavorando insieme all'agente in pensione Edgar Gravenor, seguono le tracce di Peter D'Abano, un vampiro di alto rango che sostiene di dichiarare guerra all'umanità prima che la loro tecnologia si sviluppi al punto da diventare una minaccia per i Sanguisuge. La leadership di Sanguisuge, volendo rimanere nell'ombra, respinge il piano di D'Abano e condanna a morte lui e tutta la sua linea. Jesse ed Edgar tendono quindi un'imboscata a D'Abano e catturano la sua testa, riportandola al Manor, il quartier generale del Rentier Institute.
Al suo arrivo, Jesse riceve un Guanto speciale da suo padre William, che rivela che è in grado di rompere i magici Glamour che i Sanguisuge usano per nascondersi. Durante una presentazione del Gauntlet di fronte all'Assistente Segretario alla Guerra James Harrow, la figlia di D'Abano, Felicity attacca il maniero, uccidendo la maggior parte del personale e degli agenti di stanza lì e recuperando la testa di D'Abano. Con William gravemente ferito, Jesse, Edgar e Harrow fuggono nella vicina città di Calico dove entrano in contatto con la cellula locale del Rentier Institute, guidata da Emilia Blackwell. Sospettando che William possa essere stato infettato dal vampirismo da Felicity, Edgar parte da solo per trovare una possibile cura per l'infezione mentre Jesse lavora per riparare il Gauntlet.
Mentre recupera le parti necessarie per riparare il Guanto, Jesse scopre che Felicity ha sottratto sangue da antiche bestie preistoriche per creare il suo esercito di creature chiamate foulbloods. Nel frattempo, Felicity e D'Abano sono anche riusciti ad acquistare una compagnia petrolifera chiamata Andalusia e un produttore di treni chiamato Persephone per distribuire sanguisughe e pipistrelli infetti in tutto il paese. Distrugge la fonte di sangue di Felicity e torna a Calico per scoprire che suo padre è stato effettivamente infettato dal sangue di vampiro ed è in procinto di trasformarsi nel Familiare di Felicity. Con poco tempo, Jesse si dirige alla ricerca di Edgar e della cura e la inietta in William. Tuttavia, William è ancora brevemente collegato telepaticamente con Felicity e avverte Jesse che si trova a Dickinson, un importante snodo ferroviario. Jesse si dirige da Dickinson, ma non riesce a impedire a Felicity di fuggire. Dopo aver subito gravi ferite, Jesse viene salvato da un prete locale che si offre di inviare un telegramma all'Istituto in cambio della distruzione dei nidi dei mostri locali. Al suo ritorno a Calico, Jesse si dirige verso un laboratorio abbandonato del Rentier Institute con l'ingegnere Vergil Olney per aggiornare ulteriormente il suo Gauntlet.
Dopo aver aumentato il potere del Guanto, Jesse viene affrontato da Harrow, che ha scoperto che hanno tenuto in vita William in violazione del protocollo: gli ordina di uccidere William. Quando Jesse e il resto della cellula Calico rifiutano, Harrow se ne va, promettendo di ritirare il sostegno del governo degli Stati Uniti. Jesse poi si riunisce con Edgar (che è sorpreso di vedere Jesse vivo dopo l'incidente a Dickinson), e apprende dal loro informatore vampiro Chester che Felicity sta progettando di attaccare Washington D.C. Chester li avverte anche che la cura che hanno usato su William è solo temporanea, e non gli impedirà di trasformarsi. Jesse ed Edgar tornano di corsa a Calico, ma arrivano per scoprire che William si è consegnato in loro assenza, ha ucciso diversi membri della cellula Calico e poi è fuggito. Rendendosi conto che suo padre è troppo lontano, Jesse promette di dare la caccia a William.
Jesse segue le tracce di William fino alla base di Felicity a Persefone, dove lo uccide con riluttanza. Poi procede verso il quartier generale di Felicity a Carmine City, dove sta usando la banca locale per finanziare le sue attività. Mentre Felicity se n'è già andata, Jesse ricattura D'Abano, che sotto interrogatorio rivela che Felicity è già partita per tendere un'imboscata al presidente Grover Cleveland in modo che lei possa trasformarlo. Jesse e i suoi amici seguono Felicity. Mentre i suoi amici assicurano il presidente Cleveland, Jesse affronta Felicity e riesce ad ucciderla.
Emilia informa il presidente Cleveland di come Harrow abbia abusato della sua posizione a scopo di lucro, portando al suo arresto e licenziamento. Il presidente Cleveland promette quindi di ripristinare il Rentier Institute e di dargli il suo pieno appoggio. Sapendo che la guerra contro i Sanguisuge è tutt'altro che finita, Jesse ed Emilia iniziano a trovare idee per ricostruire e riformare l'Istituto Rentier.

## Sviluppo
Evil West è stato sviluppato dallo studio polacco Flying Wild Hog, lo sviluppatore della serie Shadow Warrior. Il sistema di combo del gioco è stato ispirato dalla serie Devil May Cry, mentre la prospettiva in terza persona e il combattimento corpo a corpo sono stati ispirati da God of War del 2018.
Flying Wild Hog e l'editore Focus Entertainment hanno annunciato la loro partnership nel settembre 2020. Il gioco è stato annunciato ai The Game Awards 2020. Il gioco doveva inizialmente essere pubblicato il 20 settembre 2022 per Windows, PlayStation 4, PlayStation 5, Xbox One e Xbox Series X/S, ma è stato successivamente posticipato al 22 novembre 2022.

## Accoglienza
Evil West ha ricevuto recensioni "miste o medie", secondo l'aggregatore di recensioni Metacritic.